# 1800
| [ Edytuj tabelę ]              | |
| Emir Afganistanu               | - 1793 Zaman Szah Durrani 1801 |
| Współksiążęta Andory           | - 1797 Francesc Antoni de la Dueña y Cisneros 1812                                                                                         |
| Arcyksiążę Austrii             | - 1792 Franciszek II Habsburg 1804 |
| Elektor Bawarii                | - 1799 Maksymilian IV Józef 1805 |
| Sułtan Brunei                  | - 1796 Muhammad Tajuddin 1807 |
| Cesarz Chin                    | - 1796 Jiaqing 1820 |
| Król Czech                     | - 1792 Franciszek II Habsburg 1835 |
| Król Danii                     | - 1766 Chrystian VII 1808 |
| Dalajlama                      | - 1758 Jamphel Gjaco 1804 |
| Cesarz Francuzów               | - 1799 Napoleon Bonaparte 1814 |
| Król Gruzji                    | - 1798 Jerzy XII 1800 |
| Król Hiszpanii                 | - 1788 Karol IV 1808 |
| Szach Iranu                    | - 1797 Fath Ali Szah 1834 |
| Państwo Wielkich Mogołów       | - 1759 Shah Alam II 1806 |
| Król Irlandii                  | - 1760 Jerzy III Hanowerski 1820 |
| Cesarz Japonii                 | - 1779 Kōkaku 1817 |
| Kalif                          | - 1789 Selim III 1807 |
| Patriarcha Konstantynopola     | - 1798 Neofit VII 1801 |
| Władca Korei                   | - 1776 Chŏngjo 1800 - 1800 Sunjo 1834 |
| Emir Kuwejtu                   | - 1762 Abd Allah I 1814 |
| Książę Liechtensteinu          | - 1781 Alojzy I 1805 |
| Sułtan Maroka                  | - 1792 Maulaj Sulajman 1822 |
| Król Nepalu                    | - 1799 Girvan Yudha 1816 |
| Premier Nepalu                 | - 1799 Damodar Pande 1804 |
| Król Norwegii                  | - 1784 Fryderyk VI 1814 |
| Sułtan Omanu                   | - 1792 Sultan ibn Ahmad 1804 |
| Elektor Palatynatu             | - 1799 Maksymilian Józef 1803 |
| Papież                         | - 1800 Pius VII 1823 |
| Książę Parmy i Piacenzy        | - 1765 Ferdynand 1802 |
| Król Portugalii                | - 1777 Maria I 1816 |
| Król Prus                      | - 1797 Fryderyk Wilhelm III 1840 |
| Car Rosji                      | - 1796 Paweł I 1801 |
| Cesarz Rzymski (niemiecki)     | - 1792 Franciszek II Habsburg 1806 |
| Kapitanowie Regenci San Marino | - 1799 Camillo Bonelli Livio Casali 1800 - 1800 Francesco Faetani Matteo Martelli 1800 - 1800 Giuseppe Mercuri Pier Vincenzo Giannini 1801 |
| Elektor Saksonii               | - 1763 Fryderyk August III 1806 |
| Król Sardynii                  | - 1796 Karol Emanuel IV 1802 |
| Król Szwecji                   | - 1792 Gustaw IV Adolf 1809 |
| Król Tajlandii                 | - 1782 Buddha Yodfa Chulalok 1809 |
| Sułtan Turków                  | - 1789 Selim III 1807 |
| Prezydent USA                  | - 1797 John Adams 1801 |
| Król Węgier                    | - 1792 Franciszek 1835 |
| Monarcha Wielkiej Brytanii     | - 1760 Jerzy III 1820 |
| Premier Wielkiej Brytanii      | - 1783 William Pitt Młodszy 1801 |
| Cesarz Wietnamu                | - 1792 Cảnh Thịnh 1802 |

Rok 1800 / MDCCC
stulecia: XVII wiek ~
XVIII wiek ~
XIX wiek

dziesięciolecia:
1770–1779 •
1780–1789 •
1790–1799 •
1800–1809
• 1810–1819
• 1820–1829
• 1830–1839

lata: 1790 «
1795 «
1796 «
1797 «
1798 «
1799 «
1800
» 1801
» 1802
» 1803
» 1804
» 1805
» 1810

## Wydarzenia w Polsce
- 24 maja – Kielce: pożar strawił większość domów mieszkalnych w centrum miasta oraz ratusz.
- 1 listopada – w Warszawie założono Towarzystwo Przyjaciół Nauk (istniało do 1832 roku).

- Rezydująca w Wiedniu Kancelaria Nadworna Galicyjska wydała dekret o przyłączeniu Kazimierza do Krakowa i wyznaczeniu nowych granic miasta.
- Odebranie Uniwersytetowi Jagiellońskiemu autonomii i nadzoru nad szkołami średnimi.
- Władze austriackie rozpoczęły adaptację Wawelu na koszary dla wojska.

## Wydarzenia na świecie
- 8 stycznia – we Francji odnaleziono wychowywanego przez dzikie zwierzęta chłopca z Aveyron.
- 14 marca – Luigi Barnaba Chiaramonti został wybrany papieżem w klasztorze benedyktyńskim na wyspie San Giorgio koło Wenecji na terytorium pod Austriackim panowaniem, przybrał imię Pius VII.
- 17 marca – niedaleko włoskiego Livorno zapalił się i eksplodował brytyjski okręt wojenny HMS „Queen Charlotte”. Zginęło 673 członków załogi, uratowało się 154.
- 20 marca:
  - Alessandro Volta poinformował w liście do Josepha Banksa, prezesa londyńskiego Royal Society o zbudowaniu przez siebie pierwszej baterii elektrycznej.
  - wyprawa Napoleona do Egiptu: zwycięstwo wojsk francuskich nad tureckimi w bitwie pod Heliopolis.
- 28 marca – Irlandzki Parlament przyjął ustawę ustanawiającą unię z Wielką Brytanią.
- 2 kwietnia – w wiedeńskim Burgtheater odbyła się premiera I symfonii Beethovena.
- 3 kwietnia – w kościele św. Olafa w Norrköpingu odbyła się koronacja Gustawa IV Adolfa na króla Szwecji.
- 24 kwietnia – została założona Biblioteka Kongresu Stanów Zjednoczonych.
- 3 maja – II koalicja antyfrancuska: zwycięstwo wojsk francuskich nad austriackimi w bitwie pod Stockach.
- 5 maja – II koalicja antyfrancuska: zwycięstwo wojsk francuskich nad austriackimi w bitwie pod Möskirch.
- 15 maja – w londyńskim teatrze doszło do nieudanej próby zamachu na króla Jerzego III Hanowerskiego.
- 20 maja – Napoleon Bonaparte przekroczył Przełęcz Świętego Bernarda.
- 21 maja – na Wyspach Jońskich powstała pod turecko-rosyjskim protektoratem Republika Siedmiu Wysp.
- 26 maja – Napoleon Bonaparte zdobył miasto Ivrea w północnych Włoszech.
- 4 czerwca – II koalicja antyfrancuska: po dwumiesięcznym oblężeniu przez wojska austriackie skapitulował na honorowych warunkach francuski garnizon w Genui.
- 9 czerwca – II koalicja antyfrancuska: zwycięstwo wojsk francuskich nad austriackimi w bitwie pod Montebello.
- 14 czerwca – Napoleon Bonaparte stoczył z wojskami austriackimi zwycięską bitwę pod Marengo. W bitwie po stronie Francuzów brały udział Polskie Legiony.
- 15 czerwca – przeniesiono siedzibę rządu Stanów Zjednoczonych do Waszyngtonu.
- 19 czerwca – II koalicja antyfrancuska: zwycięstwo wojsk francuskich nad austriackimi w bitwie pod Höchstädt.
- 30 sierpnia – bunt Gabriela Prossera w USA.
- 5 września – Brytyjczycy odbili z rąk francuskich Maltę. Malta przeszła pod protekcję Wielkiej Brytanii.
- 1 października – zawarcie traktatu z San Ildefonso pomiędzy Francją a Hiszpanią, Hiszpania zwróciła Francji zachodnią Luizjanę.
- 17 października – Anglicy przejęli kontrolę nad holenderską kolonią Curaçao.
- 1 listopada – prezydent John Adams, pierwszy prezydent USA, który zamieszkał w Białym Domu.
- 17 listopada – Kongres Stanów Zjednoczonych po raz pierwszy obradował na Kapitolu w Waszyngtonie.
- 3 grudnia – wygrana wojsk francuskich pod dowództwem gen. Moreau pod Hohenlinden (bitwa pod Hohenlinden) nad wojskami austriackimi zdecydowała o zwycięstwie Francji na froncie reńskim.
- 24 grudnia – nieudany zamach na Napoleona Bonaparte w Paryżu.
- 31 grudnia – zakończyło istnienie Królestwo Wielkiej Brytanii, zastąpione następnego dnia przez Zjednoczone Królestwo Wielkiej Brytanii i Irlandii.

- Promieniowanie podczerwone zostało odkryte przez Williama Herschela.
- Józef Coudrin założył Zgromadzenie Najświętszych Serc Jezusa i Maryi.
- Epidemia żółtej febry w Hiszpanii i Afryce Północnej.

## Urodzili się
- 6 stycznia – Teodor Baltazar Stachowicz, polski malarz (zm. 1873)
- 7 stycznia – Millard Fillmore, amerykański polityk, 13. prezydent USA (zm. 1874)
- 14 stycznia – Ludwig von Köchel, austriacki pisarz, kompozytor, botanik i wydawca (zm. 1877)
- 6 lutego – Achille Devéria, francuski malarz i grafik (zm. 1857)
- 11 lutego – William Henry Fox Talbot, angielski archeolog, chemik, lingwista, matematyk, pionier fotografii (zm. 1877)
- 12 lutego – John Edward Gray, brytyjski zoolog (zm. 1875)
- 19 lutego – Emilia Tavernier Gamelin, kanadyjska zakonnica, założycielka Zgromadzenia Sióstr Opatrzności z Montrealu, błogosławiona katolicka (zm. 1851)
- 28 lutego – Roman Czarnomski, oficer Wojska Polskiego i generał Komuny Paryskiej (zm. 1892)
- 18 marca – Grzegorz Michał Szymonowicz, polski duchowny ormiańskokatolicki, arcybiskup lwowski (zm. 1875)
- 3 kwietnia – Johann Georg Rainer, spiskoniemiecki działacz turystyczny (zm. 1872)
- 5 kwietnia – Teofil Żebrawski, polski matematyk, architekt, biolog, archeolog, kartograf, geodeta, bibliograf (zm. 1887)
- 16 kwietnia:
  - Jakob Heine, niemiecki lekarz, znany ze swych badań nad chorobą polio (zm. 1879)
  - Józef Stefani, polski dyrygent, kompozytor (zm. 1876)
- 20 kwietnia – Wojciech Korneli Stattler, polski malarz (zm. 1875)
- 5 maja – Louis Hachette, jeden z największych magnatów medialnych (zm. 1864)
- 9 maja – Annunciata Cocchetti, włoska zakonnica, założycielka Sióstr św. Doroty, błogosławiona katolicka (zm. 1882)
- 14 maja – Hermann Fulda, luterański teolog oraz pastor (zm. 1883)
- 23 czerwca – Karol Marcinkowski, polski lekarz, społecznik, filantrop, inicjator budowy hotelu Bazar w Poznaniu (zm. 1846)
- 2 lipca – Piotr Michałowski, polski malarz (zm. 1855)
- 25 lipca: 
  - Heinrich Göppert, niemiecki lekarz, botanik i paleontolog (zm. 1884)
  - Jakub Ignacy Waga, polski przyrodnik i botanik (zm. 1872)
- 31 lipca – Friedrich Wöhler, niemiecki chemik (zm. 1882)
- 13 sierpnia – Jan Michał Marszewski, polski duchowny katolicki, biskup kujawsko-kaliski (zm. 1867)
- 13 września – David Stewart, amerykański polityk, senator ze stanu Maryland (zm. 1858)
- 16 września – Józef Nowakowski, polski pianista, kompozytor, pedagog (zm. 1865)
- 30 września – Hieronim Hermosilla, hiszpański dominikanin, misjonarz, biskup, męczennik, święty katolicki (zm. 1861)
- 9 października – Justyn de Jacobis, włoski lazarysta, misjonarz, biskup, święty katolicki (zm. 1860)
- 27 października – Benjamin Wade, amerykański prawnik, polityk, senator ze stanu Ohio (zm. 1878)
- 26 listopada – Antoni Marcin Slomšek, słoweński biskup, błogosławiony katolicki (zm. 1862)
- 1 grudnia – Mihály Vörösmarty, węgierski poeta, pisarz i tłumacz (zm. 1855)
- 4 grudnia – Karol Aarestrup, duński poeta i lekarz (zm. 1856)
- 18 grudnia – Anna Maria Janer Anglarill, hiszpańska zakonnica, błogosławiona katolicka (zm. 1885)
- 19 grudnia – Józef Chodźko, polski topograf, geodeta (zm. 1881)
- 24 grudnia – Ferdinand Keller, szwajcarski archeolog (zm. 1881)
- 26 grudnia – Jan Baranowski, polski astronom, przyrodnik (zm. 1879)
- 29 grudnia – Charles Goodyear, amerykański przemysłowiec, odkrywca metody wulkanizacji kauczuku (zm. 1860)

## Święta ruchome
- Tłusty czwartek: 20 lutego
- Ostatki: 25 lutego
- Popielec: 26 lutego
- Niedziela Palmowa: 6 kwietnia
- Wielki Czwartek: 10 kwietnia
- Wielki Piątek: 11 kwietnia
- Wielka Sobota: 12 kwietnia
- Wielkanoc: 13 kwietnia
- Poniedziałek Wielkanocny: 14 kwietnia
- Wniebowstąpienie Pańskie: 22 maja
- Zesłanie Ducha Świętego: 1 czerwca
- Boże Ciało: 12 czerwca